# Blainville-Crevon
Blainville-Crevon /blɛ̃ˈvil kʁəˈvõ/ è un comune francese di 1 173 abitanti situato nel dipartimento della Senna Marittima nella regione della Normandia.
Ha dato i natali all'artista Marcel Duchamp.

## Società

### Evoluzione demografica
Abitanti censiti